# 맷 샐린저
맷 샐린저(영어: Matt Salinger, 1960년 2월 13일 ~ )는 미국의 배우다. 1990년작 《캡틴 아메리카》 영화에서 캡틴 아메리카 역을 맡은 것으로 유명하다. 아버지는 《호밀밭의 파수꾼》의 작가 J. D. 샐린저이다.

## 출연 작품
- 노바디 원츠 더 나이트 (2015)
- 인생면허시험 (2014)
- 피스톨 휩트 (2008)
- 러브 컴스 레이틀리 (2007)
- 포리너 2 - 암흑의 새벽 (2005)
- 페인터 (2005)
- 비거 댄 더 스카이 (2005)
- 투스카니의 태양 (2003)
- 이어 댓 트렘블 (2002)
- 미팅 대디 (2000)
- 포 독스 플레잉 포커 (2000)
- 핵스 (1997)
- 모하비의 달 (1996)
- 솔저 포춘 (1994)
- 파이어호크 (1993)
- 피켓 펜스 (1992)
- 캡틴 아메리카 (1990)
- 어머니의 비밀 (1987)
- 파워 (1986)
- 기숙사 대소동 (1984)